# کیلن (آلاباما)
کیلِن (به انگلیسی: Killen) شهری در شهرستان لودردیل ایالت آلاباما است که مساحت آن ۵٫۱۱ کیلومتر مربع است و در سرشماری سال ۲۰۱۰ میلادی، ۱٬۱۰۸ نفر جمعیت داشته و تراکم جمعیتی آن، ۲۱۶٫۸۳ نفر در هر کیلومتر مربع بوده است.